# Trophee des Alpilles 2009
Il Trophée des Alpilles 2009 è un torneo professionistico di tennis maschile giocato sul cemento, che faceva parte dell'ATP Challenger Tour 2009. Si è giocato a Saint-Rémy-de-Provence in Francia dal 7 al 13 settembre 2009.

## Partecipanti

### Teste di serie
| Nazionalità | Giocatore            | Ranking* | Testa di serie |
| ----------- | -------------------- | -------- | -------------- |
| Germania    | Björn Phau           | 84       | 1              |
| Francia     | Adrian Mannarino     | 91       | 2              |
| Cipro       | Marcos Baghdatis     | 110      | 3              |
| Germania    | Michael Berrer       | 120      | 4              |
| Francia     | Nicolas Mahut        | 127      | 5              |
| Svizzera    | Stéphane Bohli       | 144      | 6              |
| Francia     | Sébastien de Chaunac | 149      | 7              |
| Slovacchia  | Lukáš Lacko          | 156      | 8              |

- Ranking al 31 agosto 2009.

### Altri partecipanti
Giocatori che hanno ricevuto una wild card:
- Jonathan Eysseric
- Jonathan Hilaire
- Mathieu Rodrigues
- Cyril Saulnier

Giocatori passati dalle qualificazioni:
- Dorian Descloix
- Colin Fleming
- Thomas Oger
- Thomas Paire

## Campioni

### Singolare
Marcos Baghdatis ha battuto in finale  Xavier Malisse con il punteggio di 6–4, 6–1

### Doppio
Jiří Krkoška /  Lukáš Lacko hanno battuto in finale  Ruben Bemelmans /  Niels Desein con il punteggio di 6–1, 3–6, [10–3]